# Будинок земського лікаря (Чорнухи)

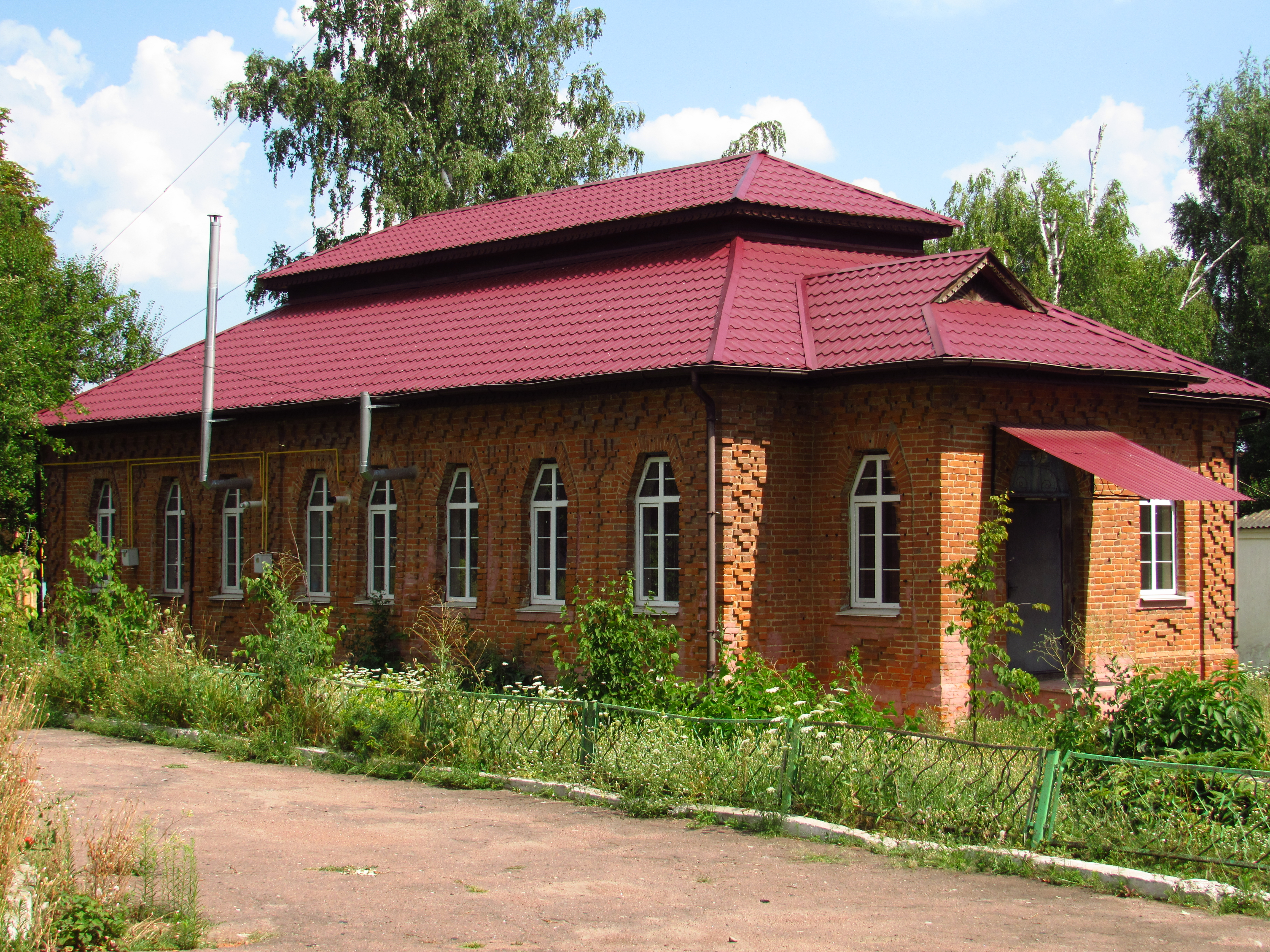
Будинок земського лікаря (Чорнухи). Сучасний вигляд

Будинок земського лікаря у стилі українського архітектурного модерну у Чорнухах Лубенського району Полтавської області розташований у центрі селища (вулиця Мележика, 14), на території Чорнухинської центральної районної лікарні. 2019 року занесений до Державного реєстру нерухомих пам'яток України за категорією об'єктів місцевого значення культурної спадщини у Полтавській області (охоронний номер - 4891-Пл).

## Історія
Будинок споруджено у 1913 – 1914 рр. на території тогочасної земської лікарні на замовлення Лохвицького повітового земства за проектом Опанаса Сластьона. Будинок призначався для проживання земського лікаря з родиною та прийому пацієнтів «на дому».

## Опис

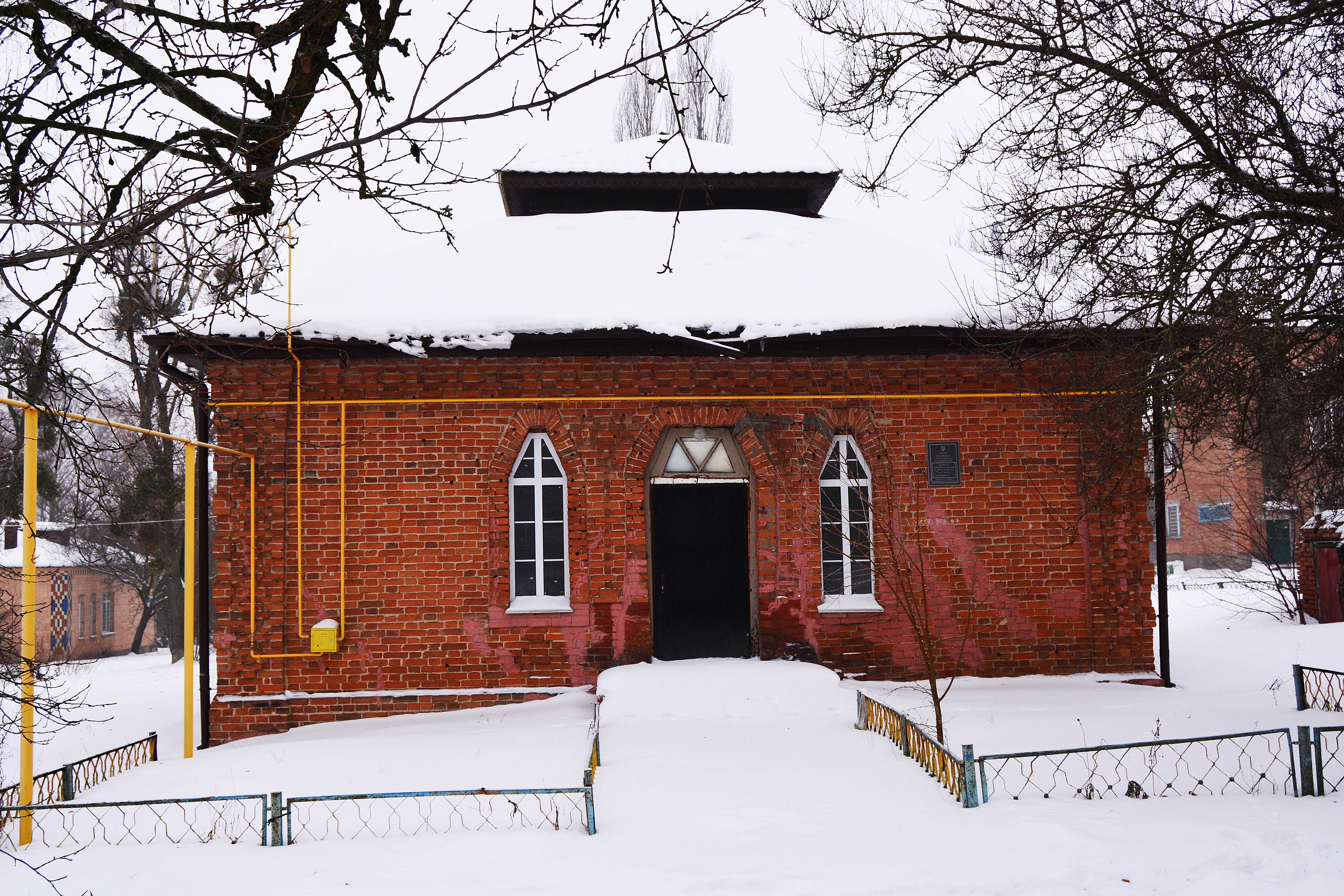
Будинок земського лікаря (Чорнухи). Ґанок

Будівля – дерев’яна, обкладена цеглою теракотового кольору, на цегляному фундаменті, одноповерхова, прямокутна в плані. Максимальні розміри у плані становлять 20,17х9,76 м. На чоловому фасаді до головного об'єму прибудований прямокутний тамбур. Стіни завершуються цегляними орнаментованими та дерев’яними карнизами. Дах вальмовий із заломом (перехватом). Пілястри та карнизи – орнаментовані. Декор фасадів сформований за рахунок різноглибинного укладання цегли до основної площини стіни. Стіни прикрашені цегляним орнаментом, створеним на основі українських народних візерунків. Віконні та дверні прорізи мають характерну для української народної архітектури й українського модерну шестикутну трапецієподібну форму. Із південного заходу та північного сходу влаштовані ґанки. 
Зберігся архівний план будинку земського лікаря, контури і планування якого практично тотожні будинку в Чорнухах. Згідно з первісним планом розпланувальна схема була анфіладною. До складу приміщень входили: спальня, їдальня, дитяча, вітальня з верандою, кабінет для прийому пацієнтів, передпокій, кухня, ванна кімната, санітарний вузол, приміщення кухарки, комора, тамбур парадного входу і коридори.

Будинок земського лікаря (Чорнухи). Збережені два автентичних вікна

Під час ремонту і перепланування будинку (2016), здійсненого без урахування архітектурних особливостей та історичної цінності пам'ятки, оригінальне металеве покриття даху було замінено на сучасну металочерепицю, дерев'яні вікна - на металопластикові, ліпний декор та стіни зашиті гіпсокартоном. У будівлі залишились тільки два старих вікна із унікальними автентичними рамами. 
У березні 2017 року будинок земського лікаря був обстежений архітекторами-реставраторами ТОВ «Майстерня архітектора І. Бикова» в рамках проєкту «Школи Лохвицького земства». Були виконані архітектурні обміри та виготовлена облікова документація об'єкту культурної спадщини.